# تايسون بيكفورد
تايسون بيكفورد (بالإنجليزية: Tyson Beckford) مواليد 19 ديسمبر 1970 في روتشستر، نيويورك، هو ممثل أمريكي.

## الأعمال
- زولاندر
- زوجتي وأطفالي

## روابط خارجية
- تايسون بيكفورد على موقع IMDb (الإنجليزية)
- تايسون بيكفورد على موقع ألو سيني (الفرنسية)
- تايسون بيكفورد على موقع أول موفي (الإنجليزية)
- تايسون بيكفورد على موقع قاعدة بيانات الأفلام السويدية (السويدية)
- تايسون بيكفورد على موقع إن إن دي بي (الإنجليزية)
- تايسون بيكفورد على موقع قاعدة بيانات الفيلم (الإنجليزية)
- تايسون بيكفورد على موقع كينوبويسك (الروسية)